# استنکیا، ایلویلو
استنکیا، ایلویلو (به لاتین: Estancia, Iloilo) یک منطقهٔ مسکونی در فیلیپین است که در ایلوئیلو واقع شده‌است.

## خصوصیات
استنکیا ۲۹٫۳۸ کیلومترمربع مساحت و ۴۲٬۶۶۶ نفر جمعیت دارد.